# Benjamin Ferencz

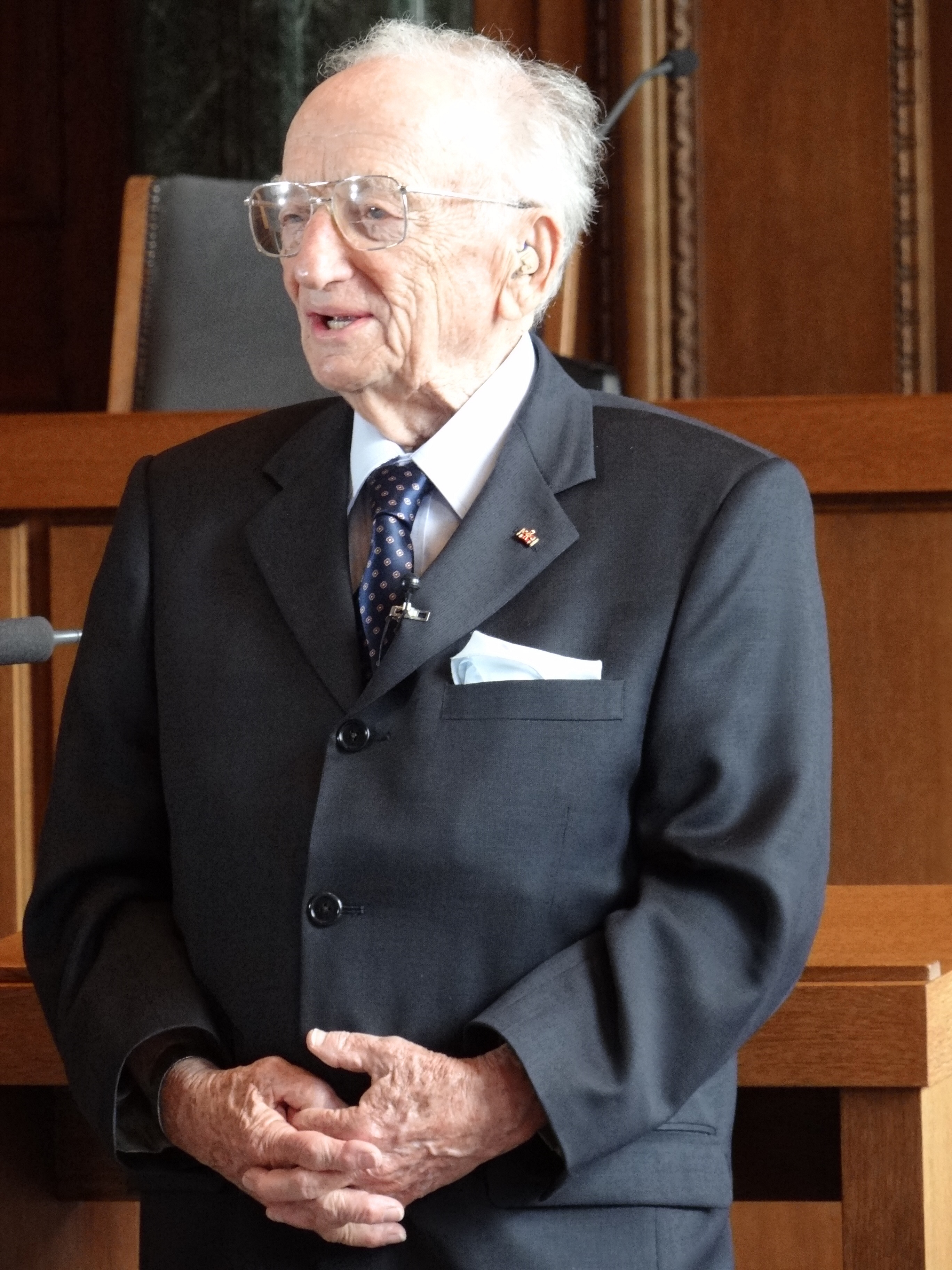
Benjamin Ferencz im Nürnberger Gerichtssaal am 9. August 2012

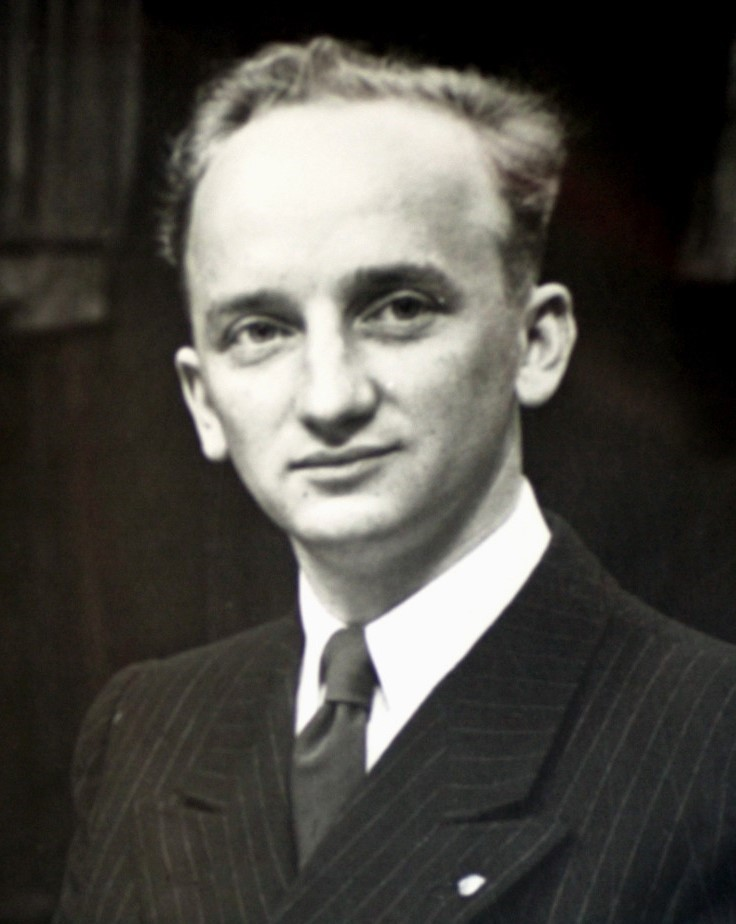
Benjamin Ferencz ca. 1947/48

Benjamin Berell Ferencz (geboren am 11. März 1920 in Nagysomkút, Komitat Szatmár, Königreich Ungarn, heute Rumänien; gestorben am 7. April 2023 in Boynton Beach, Florida, Vereinigte Staaten) war ein US-amerikanischer Jurist. Er war Chefankläger im Einsatzgruppen-Prozess, einem der zwölf Nürnberger Nachfolgeprozesse nach dem Zweiten Weltkrieg. Er war der letzte noch lebende Chefankläger aller damaligen Prozesse.

## Leben

### Jugend und Ausbildung
Benjamin Ferencz wurde in einem kleinen Dorf im damals noch ungarischen Siebenbürgen als Sohn jüdischer Eltern geboren. Nach dem Ersten Weltkrieg musste das Königreich Ungarn das Gebiet gemäß dem am 4. Juni 1920 unterzeichneten Vertrag von Trianon an das Königreich Rumänien abgeben; der ungarischen jüdischen Bevölkerung ging es von da an immer schlechter (siehe dazu Geschichte des Antisemitismus bis 1945#Rumänien). Seine Familie emigrierte in die USA, als er zehn Monate alt war. Ferencz wuchs in einem von der Kriminalität gezeichneten Problemviertel von Manhattan und in der Bronx auf. Er besuchte die Townsend Harris High School für begabte Jungen, studierte am City College of New York und erhielt 1943 den Jura-Abschluss bei Sheldon Glueck an der Harvard Law School.

### Wirken

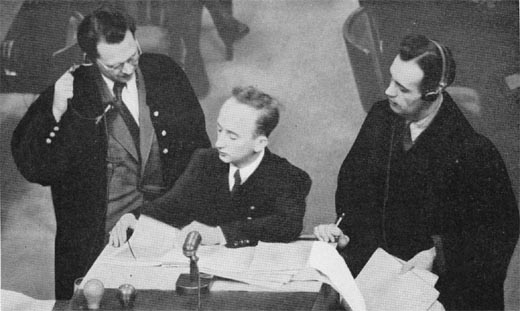
Benjamin Ferencz (Mitte) im Einsatzgruppen-Prozess (1947/48)

Ferencz wurde als einfacher Soldat eingezogen und kämpfte 1944 in einer Flak-Einheit in Frankreich, als er den Befehl erhielt, in der „Judge Advocate Section“ einen „War Crimes Branch“ einzurichten. Er sammelte Beweismaterial für Kriegsverbrechen der Deutschen. „So weit ich weiß, war ich der Erste in der amerikanischen Armee, der sich mit Kriegsverbrechen beschäftigte“, sagte Ferencz selbst rückblickend.
Ferencz untersuchte Lynchmorde an alliierten Piloten und ermittelte unmittelbar nach der Befreiung in deutschen Konzentrationslagern, so in Ohrdruf, in Buchenwald, in Flossenbürg, in Mauthausen-Gusen und in Ebensee. Philipp Gut war 2020 der Meinung, hauptsächlich Ferencz habe den Begriff Genozid in die Rechtsgeschichte eingebracht.
In der unmittelbaren Nachkriegszeit wurden in Dachau unter seiner Mitwirkung Verfahren wegen Kriegsverbrechen von einem improvisiert eingerichteten Militärgericht in Schnellverfahren durchgeführt.
Ferencz beobachtete 1945 im KZ-Außenlager Ebensee nach dessen Befreiung, wie Häftlinge einen KZ-Wärter zusammenschlugen und ihn bei lebendigem Leibe im Krematorium verbrannten.
Ende 1945 nahm er im Rang eines Sergeant seinen Abschied von der Armee. Er kehrte nach New York zurück, um dort als Jurist zu arbeiten.

### Einsatzgruppen-Prozess
Kurz darauf wurde er von Telford Taylor zur Rückkehr nach Deutschland bewogen, um als ziviler Leiter einer Gruppe von fünfzig Personen, zumeist Flüchtlinge vor dem Nationalsozialismus, Beweismaterial für die Anklage der Nürnberger Prozesse zu finden. Einer seiner Mitarbeiter entdeckte die Leitz-Ordner mit den SS-Ereignismeldungen aus der UdSSR. Als Ferencz bei Taylor insistierte, den in diesen Meldungen belegten Massenmord zum Gegenstand eines weiteren Verfahrens zu machen, wurde er, damals 27 Jahre alt, zum Chefankläger im Einsatzgruppen-Prozess ernannt. Alle 22 Angeklagten wurden schuldig gesprochen.
Der Einsatzgruppen-Prozess, offiziell The United States of America vs. Otto Ohlendorf, et al., war der neunte der zwölf „Nürnberger Nachfolgeprozesse“, die die Vereinigten Staaten nach dem Zweiten Weltkrieg in Nürnberg vor dem Nationalen Militärtribunal abhielten.
Im Jahr 2002 erstellte Lutz Hachmeister gemeinsam mit dem Landsberger Historiker Anton Posset einen Dokumentarfilm rund um die historische Bedeutung der Justizvollzugsanstalt Landsberg und das lokal in Landsberg emotional viel diskutierte Thema der Kriegsverbrecher. Hierbei wurde Benjamin Ferencz erstmals nach vielen Jahren interviewt und äußerte sich zum Prozess von Alfried Krupp.

### Weitere Karriere
Ferencz blieb auch danach noch in Deutschland und arbeitete in Wiedergutmachungsfragen im 'Legal Aid Department' bei der Jewish Restitution Successor Organization (JRSO) als Generaldirektor, und nach deren Vereinigung 1955 mit der United Restitution Organization für diese. Er nahm für die JRSO an den Reparationsverhandlungen zwischen der Bundesrepublik Deutschland, dem Staat Israel und der Jewish Claims Conference teil; am 10. September 1952 wurde das Luxemburger Abkommen unterzeichnet.
Nach seiner Rückkehr in die USA im Jahr 1957 eröffnete er mit seinem Partner Telford Taylor eine Anwaltskanzlei, in der er bis 1970 tätig war. Daneben lehrte er an der Pace University in New York und schrieb Bücher über das Völkerrecht.
Ferencz nahm 1997 und 1998 an den Verhandlungen zum Römischen Statut des Internationalen Strafgerichtshofs teil, die in die Gründung des Internationalen Strafgerichtshofs mündeten. Auch in den Folgejahren setzte er sich intensiv für diesen ein.
Auf Einladung des Chefanklägers eröffnete Ferencz im Januar 2009 symbolisch das erste Plädoyer der Anklage vor dem Internationalen Strafgerichtshof in Den Haag und stellte damit die Arbeit des Gerichts in die direkte Tradition der Nürnberger Prozesse. Für Ferencz war es ein aus seiner persönlichen Kriegserfahrung heraus gewachsenes Anliegen, dass der Einsatz von Waffengewalt zum Erreichen politischer Ziele egal durch wen „als internationales und nationales Verbrechen bestraft wird.“
Er äußerte 2007 in einem ZDF-Interview, dass „Guantánamo mit Folter durch die Amerikaner genauso verbunden sein wird wie Auschwitz mit Deutschland“. Am 20. November 2020 wurde er von Ingo Zamperoni in den ARD Tagesthemen interviewt. Am 22. Juni 2021 wurde ihm als erstem Preisträger der Pahl Peace Prize in Liechtenstein verliehen.
Ferencz lebte zuletzt in Florida. Seine Frau Gertrud starb dort 2019. Das Ehepaar hinterließ vier erwachsene Kinder.

## Audio
- Der größte Fall der Rechtsgeschichte., 4.59 Minuten, Michael Köhler interviewt Claus Kreß zum Tod von Ben Ferencz, Deutschlandfunk 9. April 2023

## Schriften (Auswahl)
- New Legal Foundations for Global Survival: Security Through the Security Council. Oceana 1994, ISBN 0-379-21207-2.
- Mit K. Keyes Jr: Planethood. Vision Books 1988. Reprint 1991, ISBN 0-915972-21-2.
- A Common Sense Guide to World Peace. Oceana 1985.
- Enforcing International Law: A Way to World Peace. Oceana 1983.
- Less Than Slaves: Jewish Forced Labor and the Quest for Compensation. Vorwort Telford Taylor. Harvard UP, Cambridge 1979, ISBN 0-253-21530-7.
  - Lohn des Grauens. Die verweigerte Entschädigung für jüdische Zwangsarbeiter. Ein Kapitel deutscher Nachkriegsgeschichte. Frankfurt am Main: Campus 1981.
- An International Criminal Court: A Step Toward World Peace. Oceana 1980, ISBN 0-379-20389-8.
- Defining International Aggression: The Search for World Peace. Oceana 1975, ISBN 0-379-00271-X.
- „Sag immer Deine Wahrheit. Was mich 100 Jahre Leben gelehrt haben“. Heyne Verlag, München 2020, ISBN 978-3-453-21808-6.

## Auszeichnungen und Ehrungen (Auswahl)
- 2009: Erasmuspreis (gemeinsam mit Antonio Cassese)
- 2010: Großes Verdienstkreuz der Bundesrepublik Deutschland für seinen lebenslangen Einsatz für das Völkerrecht[22]
- 2013: Dag-Hammarskjöld-Ehrenmedaille (zusammen mit dem Internationalen Strafgerichtshof)
- 2015: Elie Wiesel Award, ausgestellt vom United States Holocaust Memorial Museum
- 2021: Verleihung der Ehrendoktorwürde durch die Universität zu Köln[23]
- 2021: Preisträger des Pahl Peace Prize[18] in Liechtenstein
- 2022: Congressional Gold Medal[24]
- 2024: Benennung des Vorplatzes zum Memorium Nürnberger Prozesse in Nürnberg[25]

## Film
- A Man Can Make a Difference (Regie: Ullabritt Horn, Deutschland 2015, Dokumentarfilm)
- Prosecuting Evil (2018)